# Mevastatin
Mevastatin, auch Compactin, ist ein Wirkstoff aus der Gruppe der Statine. Es war der erste HMG-CoA-Reduktase-Inhibitor, der in den 1970er-Jahren aus Penicillium citrinum isoliert wurde.
Statine werden zur Behandlung von Fettstoffwechselstörungen verwendet. Mevastatin selbst kommt dabei nicht zum Einsatz, da es viele Nebenwirkungen hat. Es wird jedoch als Ausgangsverbindung zur Herstellung von anderen Statinen wie Pravastatin eingesetzt.